# Houston Rockets 2019-2020
La stagione 2019-2020 degli Houston Rockets è stata la 53ª stagione della franchigia nella NBA e la 49° a Houston.

## Draft
I Rockets non hanno avuto nessuna scelta per il Draft NBA 2019. Questa è la terza volta nella storia della franchigia, con l'ultima volta accaduta nel 1989.

## Roster
| \| Pos. \| Num. \| Naz. \| Nome \| Altezza \| Peso \| Data nascita \| Provenienza \| \| ---- \| ---- \| ---- \| --------------------- \| ------- \| ------ \| ------------ \| ------------------------ \| \| AG \| 6 \| \| Bennett, Anthony \| 203 cm \| 111 kg \| 14–3–1993 \| UNLV \| \| C \| 2 \| \| Capela, Clint \| 208 cm \| 109 kg \| 18–5–1994 \| Svizzera \| \| C \| 6 \| \| Chandler, Tyson \| 216 cm \| 109 kg \| 2–10–1982 \| Cincinnati \| \| AG \| 6 \| \| Clark, Gary \| 203 cm \| 102 kg \| 16–11–1994 \| Cincinnati \| \| G \| 0 \| \| Duval, Trevon (TW) \| 190 cm \| 86 kg \| 03–08–1998 \| Duke \| \| AP \| 12 \| \| Edwards, Vincent (TW) \| 203 cm \| 102 kg \| 05–04–1996 \| Purdue \| \| G \| 21 \| \| Frazier, Michael \| 193 cm \| 91 kg \| 08–03–1994 \| Florida \| \| G \| 10 \| \| Gordon, Eric \| 193 cm \| 97 kg \| 25–12–1988 \| Indiana \| \| G/AP \| 14 \| \| Green, Gerald \| 201 cm \| 93 kg \| 26–01–1986 \| Gulf Shores Academy (TX) \| \| G \| 13 \| \| Harden, James \| 196 cm \| 100 kg \| 26–08–1989 \| Arizona State \| \| AG/C \| 55 \| \| Hartenstein, Isaiah \| 210 cm \| 113 kg \| 05–05–1998 \| Germania \| \| G/AP \| 4 \| \| House, Danuel \| 201 cm \| 100 kg \| 07–06–1993 \| Texas A&M \| \| G \| 3 \| \| McLemore, Ben \| 196 cm \| 88 kg \| 11–2–1993 \| Kansas \| \| G \| 25 \| \| Rivers, Austin \| 193 cm \| 91 kg \| 01–08–1992 \| Duke \| \| AP \| 17 \| \| Tucker, P. J. \| 198 cm \| 111 kg \| 05–05–1985 \| Texas \| \| G \| 17 \| \| Westbrook, Russell \| 191 cm \| 91 kg \| 12–11–1988 \| UCLA \| | Allenatore - Mike D'Antoni Assistente/i - Matt Brase - Jeff Bzdelik - Brett Gunning - Elston Turner - John Lucas (player development) - Alvin Williams (player development) - Irving Roland (player development) Legenda - (C) Capitano - (FA) Free agent - (S) Sospeso - (TW) Contratto Two-way - (GL) Assegnato a squadra G League affiliata - Infortunato Roster • Transazioni · Ultima transazione: 2019–03–17 |                                              |                       |         |        |              |                          |
| Pos. | Num. | Naz.                                         | Nome                  | Altezza | Peso   | Data nascita | Provenienza              |
| AG | 6 | Stati Uniti (bandiera)                       | Bennett, Anthony      | 203 cm  | 111 kg | 14–3–1993    | UNLV                     |
| C | 2 | Svizzera (bandiera)                          | Capela, Clint         | 208 cm  | 109 kg | 18–5–1994    | Svizzera                 |
| C | 6 | Stati Uniti (bandiera)                       | Chandler, Tyson       | 216 cm  | 109 kg | 2–10–1982    | Cincinnati               |
| AG | 6 | Stati Uniti (bandiera)                       | Clark, Gary           | 203 cm  | 102 kg | 16–11–1994   | Cincinnati               |
| G | 0 | Stati Uniti (bandiera)                       | Duval, Trevon (TW)    | 190 cm  | 86 kg  | 03–08–1998   | Duke                     |
| AP | 12 | Stati Uniti (bandiera)                       | Edwards, Vincent (TW) | 203 cm  | 102 kg | 05–04–1996   | Purdue                   |
| G | 21 | Stati Uniti (bandiera)                       | Frazier, Michael      | 193 cm  | 91 kg  | 08–03–1994   | Florida                  |
| G | 10 | Stati Uniti (bandiera)                       | Gordon, Eric          | 193 cm  | 97 kg  | 25–12–1988   | Indiana                  |
| G/AP | 14 | Stati Uniti (bandiera)                       | Green, Gerald         | 201 cm  | 93 kg  | 26–01–1986   | Gulf Shores Academy (TX) |
| G | 13 | Stati Uniti (bandiera)                       | Harden, James         | 196 cm  | 100 kg | 26–08–1989   | Arizona State            |
| AG/C | 55 | Germania (bandiera) · Stati Uniti (bandiera) | Hartenstein, Isaiah   | 210 cm  | 113 kg | 05–05–1998   | Germania                 |
| G/AP | 4 | Stati Uniti (bandiera)                       | House, Danuel         | 201 cm  | 100 kg | 07–06–1993   | Texas A&M                |
| G | 3 | Stati Uniti (bandiera)                       | McLemore, Ben         | 196 cm  | 88 kg  | 11–2–1993    | Kansas                   |
| G | 25 | Stati Uniti (bandiera)                       | Rivers, Austin        | 193 cm  | 91 kg  | 01–08–1992   | Duke                     |
| AP | 17 | Stati Uniti (bandiera)                       | Tucker, P. J.         | 198 cm  | 111 kg | 05–05–1985   | Texas                    |
| G | 17 | Stati Uniti (bandiera)                       | Westbrook, Russell    | 191 cm  | 91 kg  | 12–11–1988   | UCLA                     |

## Mercato

### Free Agency

#### Re-signed
| Giocatore     | Contratto              |
| ------------- | ---------------------- |
| Gerald Green  | 1 anno - $2,5 milioni  |
| Danuel House  | 3 anni - $11,1 milioni |
| Austin Rivers | 2 anni - $4,5 milioni  |

### Trades
| 16 luglio 2019 | Houston Rockets Russell Westbrook | Oklahoma ThunderChris Paul Scelta al 1º giro del Draft 2024 Scelta al 1º giro del Draft 2026 Pick swaps nel 2021 e 2025 |